# Хирам III

Древний Ближний Восток в середине VI века до н. э.

Хирам III (финик. 𐤇𐤓𐤌, Hi-ru-mu, ивр. חִירָם‎; умер между 533 и 531 до н. э.) — царь Тира в 553/551—533/531 годах до н. э.

## Биография
В клинописных документах Хирам III упоминается как Хиром или Хиран, в трактате «Против Апиона» Иосифа Флавия — как Эйром. О происхождении Хирама III в древних источниках не сообщается. Однако современные историки предполагают, что он мог быть близким родственником (возможно, сыном) тирского царя Баала II.
Согласно Иосифу Флавию, ссылавшемуся на труд Менандра Эфесского, после смерти в 553 или 551 году до н. э. своего брата, царя Мербаала, Хирам III с согласия правителя Нововавилонского царства Набонида получил власть над Тиром. Вероятно, до восшествия на престол новый тирский царь находился на положении заложника в Вавилоне. Правление Хирама III продолжалось двадцать лет.
После падения Нововавилонского царства и гибели Набонида в 539 году до н. э. Хирам III должен был покориться власти нового правителя Финикии, царя Ахеменидской державы Кира II Великого. По свидетельству Иосифа Флавия, это произошло на 14-м году правления Хирама III. Вероятно, подчинение тирцев новому верховному правлению прошло без какого-либо сопротивления со стороны финикийцев. Возможно, тирский царь даже получил от Кира II какие-нибудь преференции для своего города как в торговой, так и в политической сферах. В том числе, с позволения персидского монарха под власть Хирама III снова мог быть возвращён город Сарепта, отпавший от Тира во времена правления суффетов. Вероятно, такая благосклонность Кира II к тирцам была вызвана желанием главы Ахеменидской державы иметь сильный военный флот, необходимый персам для борьбы с ионийскими греками.
После смерти Хирама III, скончавшегося между 533 и 531 годом до н. э. включительно, тирский престол унаследовал его сын Итобаал IV, ещё ранее бывший соправителем своего отца.